# Olingo de Beddard
L'olingo de Beddard (Bassaricyon beddardi) és una espècie d'olingo de Sud-amèrica, que viu al Brasil, la Guaiana i Veneçuela. Els olingos s'assemblen als kinkajús, però manquen de cua prènsil i en realitat no en són parents propers. Tenen la cua més peluda i presenten bandes negres pàl·lides, com la majoria d'altres prociònids. El cap i el cos fan un total de 36–48 cm, mentre que la cua fa 40–48 cm.